# TRAP-Methode
Die TRAP-Methode ist ein molekularbiologisches Nachweisverfahren zur quantitativen Bestimmung der Aktivität des Enzyms Telomerase. Die Abkürzung TRAP bezieht sich dabei auf Telomeric Repeat Amplification Protocol.

## Methode
1. Das Gewebe oder die Zelle, bei denen die Enzymaktivität der Telomerase bestimmt werden soll, werden lysiert. Aus dem Lysat wird dann das Enzym extrahiert.
2. Ein Substrat, das strukturell ähnlich aufgebaut ist wie ein Telomer, wird dem Enzymextrakt hinzugegeben. Die Telomerase verlängert das Substrat auf die gleiche Weise wie normalerweise die Telomere. Je höher die Aktivität des Enzyms, desto stärker die Verlängerung.
3. Das verlängerte Substrat wird mittels PCR vervielfältigt (= amplifiziert).
4. Die Vervielfältigungen können nun durch verschiedene Methoden (z. B. Gelelektrophorese oder ELISA) nachgewiesen und quantifiziert werden.